# Fodor András Attila
Fodor András Attila (Szécsény, 1940. április 6. –) magyar állatorvos, állattenyésztő, külkereskedő, politikus (MDF), országgyűlési képviselő.

## Életpályája

### Iskolái
Elemi iskoláit a nagykanizsai piarista iskolában kezdte és a Zrínyi Miklós Utcai Általános Iskolában folytatta. 1958-ban érettségizett a Landler Jenő Gimnáziumban. 1958–1965 között az Állatorvostudományi Egyetem hallgatója volt. 1979-ben sertésegészségügyi szakállatorvosi vizsgát tett. 1990-ben a Külkereskedelmi Főiskola hallgatója volt.

### Pályafutása
Az 1956-os forradalom idején fegyveres szervezkedésben vett részt. 1965–1970 között a pellérdi Új Barázda Mezőgazdasági TSZ-ben dolgozott. 1970–1971 között az Uraiújfalui Állami Gazdaságban tevékenykedett. 1971–1977 között a Bicskei Állami Gazdaságban vezető állatorvos illetve állattenyésztő-állatorvos volt. 1977–1981 között a Hungahib Sertéshústermelési Rendszer osztályvezetője, 1981–1985 között megbízott termelésirendszer-vezetője volt. 1983–1984 között Nigériában farmmenedzser volt. 1985–1992 között a Bábolnai Mezőgazdasági Kombinátban külkereskedelmi üzletkötő volt. 1990-től a Magyar Állatorvosi Kamara tagja.

### Politikai pályafutása
1988-tól az MDF tagja. 1989–1991 között az MDF kispesti szervezetének elnöke volt. 1990–1994 között országgyűlési képviselő (Budapest XIX. kerülete) volt. 1990–1994 között a Külügyi bizottság tagja volt. 1993–1994 között a Magyar Igazság nemzetpolitikai csoport tagja volt. 1994-ben országgyűlési képviselőjelölt volt. 1994–2002 között Budapest XIX. kerületének önkormányzati képviselője volt.

## Családja
Szülei: Fodor Miklós és Zalay Erzsébet voltak. 1983-ban házasságot kötött Domján Ibolyával. Négy gyermeke született: Attila (1965), Gabriella (1975), Viktor (1976) és Ádám (1985).